# Gusinje
Gusinje är en kommen belägen i Montenegro.   Bredvid grankommunen Plav som ofta nämns i sammanhanget,Gusinje ligger  i den nordöstra delen av landet, 50 km nordost om huvudstaden Podgorica. Gusinje ligger 924 meter över havet och antalet invånare är 1 704.
Terrängen runt Gusinje är bergig åt nordväst, men åt sydost är den kuperad. Gusinje ligger nere i en dal. Runt Gusinje är det ganska glesbefolkat, med 48 invånare per kvadratkilometer. Närmaste större samhälleär Plav, 9,9 km öster om Gusinje. Omgivningarna runt Gusinje är en mosaik av jordbruksmark och naturlig växtlighet.